# فيكتور إرنست شيلفورد
ولد فيكتور إرنست شيلفورد في 22 سبتمبر 1877 وتوفي في 27 ديسمبر 1968. شيلفورد عالم حيوان، وعالم بيئة حيوانية أمريكي، الذي ساعد في تأسيس علم البيئة كحقل متميز للدراسة. وأول رئيس للجمعية البيئية الأمريكية في عام 1915، وساعد في تأسيس منظمة الحفاظ على الطبيعة في الأربعينيات من القرن العشرين. ساعدت زيارات شيلفورد الأولى إلى فولو بوغ في شمال إلينوي ودراستها في إثبات أهميتها البيئية. أصبحت فولو بوغ أول صفقة لمنظمة الحفاظ على الطبيعة في إلينوي.

## الخلفية والتعليم
ولد شيلفورد الابن الأكبر لألكساندر هاميلتون شيلفورد، وسارة إلين رومسي شيلفورد في تشيمونغ، نيويورك. درّس في المدارس العامة في مقاطعة تشيمونغ، نيويورك في عام 1894، بعد عشر سنوات من الدراسة. التحق بمدرسة كورتلاند الرسمية والتدريبية لمدة عامين، وحصل على شهادة تدريس، وعاد إلى التعليم في المدارس العامة في الفترة منذ عام 1897 وحتى عام 1899. التحق بجامعة وست فرجينيا منذ عام 1899 وحتى عام 1901، وهناك تأثر بعمه ويليام إي. رومسي، عالم الحشرات الرسمي المساعد. قَبِل رئيس جامعة وست فرجينيا، جيروم إتش. ريموند، عام 1901 أستاذية في جامعة شيكاغو، وهناك حصل على منحة دراسية لشيلفورد، الذي سرعان ما انتقل إليها. هنا شغل منصب مساعد ومعلم في علم الحيوان منذ عام 1903 وحتى عام 1914. تأثرت أعماله الأولى إلى حد كبير بهنري تشاندلر كاولز. كتب شيلفورد أطروحة الدكتوراه عن «الخنافس النمرية من الكثبان الرملية»، والتي وصفت العلاقة بين مجموعات الخنفساء والتعاقب النباتي، وهو موضوع اهتم به كاولز. أكمل ورقته في عام 1907 وحصل على الدكتوراه في 11 يونيو من نفس العام. تزوج في اليوم التالي من ماري مابيل براون، وأنجبا طفلين.

## بداية الحياة المهنية
قاده العمل على أطروحته إلى خمسة منشورات أخرى حول «التعاقب البيئي»، والتي نشرت في مجلة ذا بيولوجكال بولتن في عامي 1911 و1912. بحلول عام 1913 نشر أحد أعماله العظيمة في علم البيئة، المجتمعات الحيوانية في أمريكا المعتدلة. شغل منصبًا في جامعة إلينوي، وأمضى فيه معظم حياته المهنية، في عام 1914 عمل بصفته أستاذًا مساعدًا ومشاركًا في علم الحيوان. ومنذ ذلك الحين ساعد في تنظيم الجمعية البيئية الأمريكية، وأصبح أول رئيس لها في عام 1916. ساعد في تجميع دليل الطبيعة للأمريكيتين، الذي نُشر عام 1926 لصالح الجمعية البيئية الأمريكية. ساعده ذلك في عمله اللاحق، علم البيئة لأمريكا الشمالية عام 1963.
أصبح شيلفورد أستاذًا متفرغًا في منصبه بجامعة إلينوي بحلول عام 1927. اهتم أيضًا بالبحث التجريبي في كل من الحقل والمختبر. نشر عام 1929 علم البيئة الحقلي والمخبري، والذي كان بمثابة كتاب المنهج للبحث في علم البيئة الحيوانية. عٌرف عن شيلفورد مشيه إلى الحقل كل صيف لإجراء البحوث. بدأ مشروع «دورة القرن» في عام 1933 في غابات ويليام تريليس من جامعة إلينوي، والتي استخدِمت لدراسة العلاقة بين مجموعات الفقاريات واللافقاريات مع العوامل البيئية. نشر في عام 1951 أول خمس عشرة سنة من البيانات التي جُمعت من هذا المشروع في مجلة إيكولوجكال مونوغرافس. كان شيلفورد عالم الأحياء المسؤول عن مسح التاريخ الطبيعي في إلينوي في مختبرات الأبحاث منذ عام 1914 وحتى عام 1929. وكان أيضًا مديرًا لعلم البيئة البحرية في محطة بيوجت ساوند البيولوجية خلال مواسم الصيف المتعاقبة منذ عام 1914 وحتى عام 1930. نُشِرت بعض أعماله من هذا الوقت في عام 1935 في إيكولوجكال مونوغرافس.

## وصلات خارجية
- Description and Inventory of Victor Shelford Papers at University of Illinois Archives
- Biographical Sketch نسخة محفوظة 15 أكتوبر 2009 على موقع واي باك مشين.